# Стара кућа у ул. Станоја Главаша 18 у Јагодини
Стара кућа у ул. Станоја Главаша 18 у Јагодини представља непокретно културно добро као споменик културе, решењем Завода за заштиту споменика културе у Крагујевцу број 208/1 од 19. маја 1970. године.
Кућа подигнута половином 19. века, складних је пропорција и симетрична, представља типичан пример градске архитектуре тога времена. Грађена је у бондручном конструктивном систему. Кров је блажег нагиба, четвороводан, покривен ћерамидом. Кућа се  састоји од осам просторија и трема који се са десне стране завршава доксатом, уздигнутим за један степеник. На трему доминирају четири обрађена стуба. Таваница је од профилисаног шашовца, а на делу над доксатом се налази розета. Из трема који се протеже половином дужине главне фасаде ступа се у централну просторију. Из ње воде посебна врата у сваку од преосталих седам просторија. У три просторије сачувана је аутентична таваница. На већини просторија врата и прозори су задржали аутентичан изглед. На прозорима се налазе гвоздене решетке, које су у горњем делу слободне и завршавају се у облику копља. Наспрам улазних врата налази се излаз у двориште.